# Bezalel Stern (Pädagoge)
Bezalel Stern (* 1798 in Tarnopol, Galizien; † 15. März 1853 in Odessa) war ein russischer Pädagoge.

## Leben
Er eignete sich im Selbstunterricht umfassende Kenntnisse der alten und verschiedener moderner Sprachen an und wurde 1828 zum Direktor der Jüdischen Schule in Odessa ernannt, die er umsichtig und erfolgreich leitete. In Regierungskreisen galt er als Experte und wurde häufig um gutachtlichen Rat das jüdische Bildungswesen betreffend gefragt. 1843 wurde er nach St. Petersburg berufen, um die Lilienthalschen Schulreformen mit zu beraten.
Er ist auch der geistige Vater der Rabbinerseminare in Wilna und Schitomir. 
Darüber hinaus hat er sich um die Karäerforschung verdient gemacht, wofür er von der russischen Regierung eine Auszeichnung erhielt.